# Lonafarnib
Lonafarnib (łac. lonafarnibum) – wielofunkcyjny makrocykliczny organiczny związek chemiczny, inhibitor transferazy farnezylowej RAS, pierwszy lek zarejestrowany w leczeniu progerii.

## Mechanizm działania
Lonafarnib poprzez zahamowanie transferazy farnezylowej zapobiega farnezylacji i będącej jej następstwem akumulacji progeryny i białek podobnych do progeryny w wewnętrznej stronie błony komórkowej

## Zastosowanie
- zmniejszenie ryzyka śmierci w progerii
- laminopatie progeryczne z deficytem wytwarzania, z heterozygotyczną mutacją genu LMNA z gromadzeniem się białka podobnego do progeryny lub homozygotyczną lub złożoną heterozygotyczną mutacją genu ZMPSTE24

Lonafarnib jest dopuszczony do obrotu w Stanach Zjednoczonych (2020).

## Działania niepożądane
Lonafarnib może powodować następujące działania niepożądane u ponad 25% pacjentów: biegunka, ból brzucha, ból głowy, bóle mięśniowo-szkieletowe, kaszel, nadciśnienie tętnicze, nudności, spadek wagi, wymioty, zaburzenia elektrolitowe, zahamowanie czynności szpiku kostnego, zakażenia, zakażenia górnych dróg oddechowych, zmęczenie, zmniejszony apetyt oraz zwiększoną aktywność aminotransferazy asparaginianowej, aminotransferazy alaninowej i zmniejszony poziom węglanów w osoczu krwi.